# Tibbloc
Tibbloc est une entreprise française spécialisée dans la location d'équipements multi-énergies, fondée en 2007 et basée à Saint-Julien-de-Concelles, près de Nantes,.

## Activité
Tibbloc est un loueur français indépendant spécialisé dans la location d’équipements thermiques pour la production temporaire de chauffage, refroidissement, vapeur, traitement d’air et air comprimé. Fondée en 2007 et basée à Saint-Julien-de-Concelles, l’entreprise compte 9 agences, dont 8 en France (Lille, Paris, Metz, Lyon, Marseille, Angers, Nantes, Fos-sur-Mer) et 1 en Belgique (Vilvorde).

## Histoire
Tibbloc a été fondée en 2007 par Serge Brunerie et Gilles Bertrand. Mickaël Hamon les a rejoint en 2013.
En juillet 2020, le fonds d’investissement Ciclad a acquis 75 % des parts de la société,. Cette opération a été accompagnée de l’arrivée d’une nouvelle équipe dirigeante : Éric Merilhou, nommé président, et Yann Dauce, directeur général, tout en conservant les fondateurs comme actionnaires minoritaires. À cette période, l’entreprise comptait environ 70 collaborateurs et réalisait un chiffre d’affaires de 19 millions d’euros,.
En 2021, l’entreprise réalise un chiffre d’affaires de 24 millions d’euros.
En 2023, Tibbloc a réalisé sa première acquisition internationale en rachetant EnergyMode, une société autrichienne spécialisée dans la location de chaufferies mobiles. L’année suivante, en 2024, Tibbloc rachète Linkair, un prestataire français de services aérauliques, notamment la déshumidification et la climatisation temporaire sur sites industriels.
En décembre 2024, Gimv, une société d'investissement européenne cotée à Bruxelles, prend la majorité du capital de Tibbloc,,, aux côtés des fondateurs et du management dont Eric Merilhou, le président, et Yann Dauce, le directeur général,.
En 2024 , l’entreprise réalise un CA de 40 millions d’euros et compte 130 salariés.